# Санкт-Петербургская губерния
Санкт-Петербу́ргская губе́рния (до 1710 года — Ингерманла́ндская, в 1914—1924 годах — Петрогра́дская, в 1924—1927 годах — Ленингра́дская губерния) — административно-территориальная единица Русского царства, Российской империи, Российской республики и РСФСР, существовавшая в 1708—1927 годах. Губернский город — Санкт-Петербург (затем Петроград и Ленинград соответственно).

## Название и география

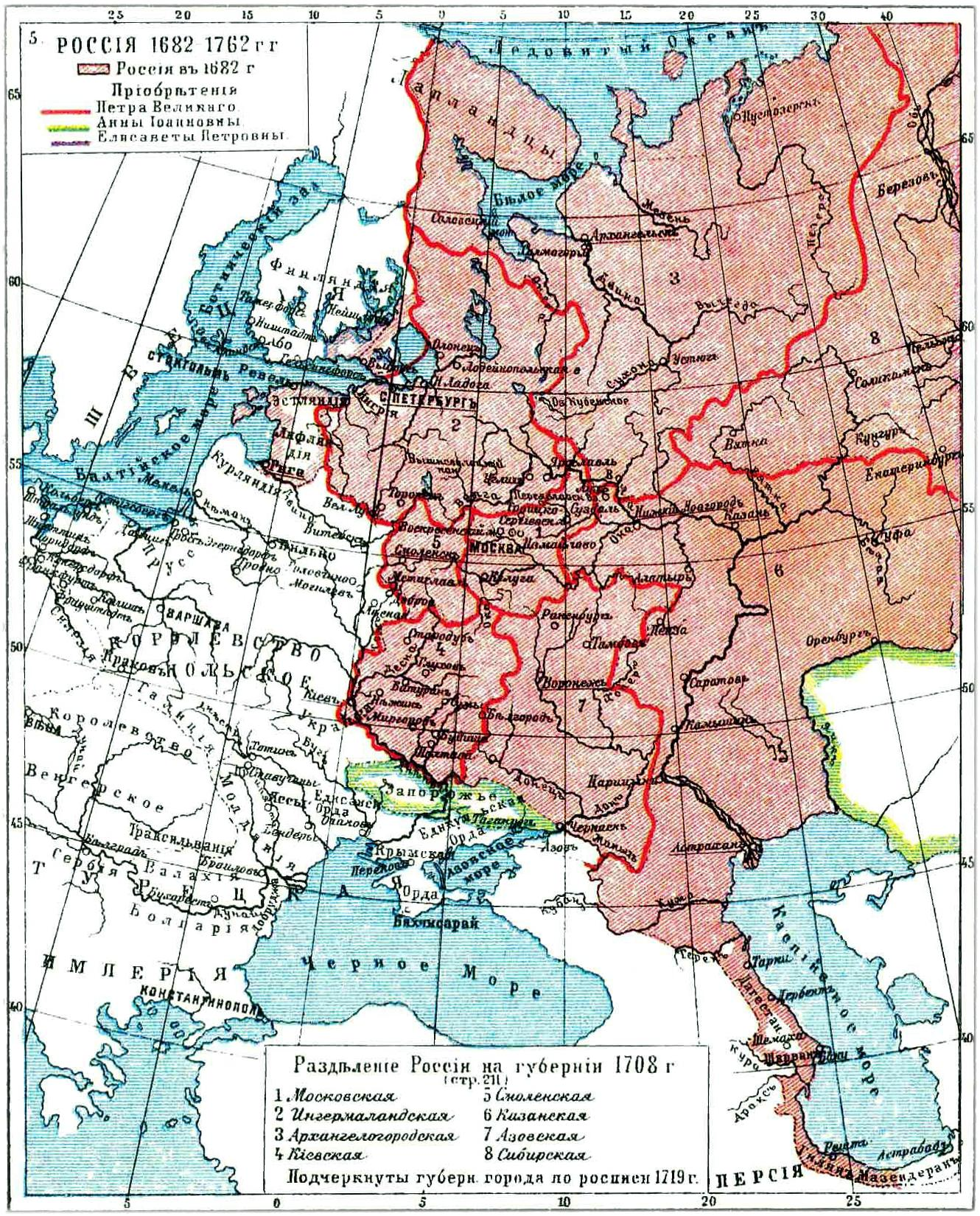
Российские губернии в 1708 году

Названа по исторической области Ингерманландия, однако включала в себя значительно большую территорию, называемую до этого Новгородской землёй.
Санкт-Петербургская губерния располагалась на северо-западе Российской империи, занимая территорию в виде неодинаковых лопастей, раскинувшихся на берегах Финского залива, Ладожского и Чудского озёр.
Губерния граничила с Новгородской и Псковской губерниями на юге, Олонецкой губернией на востоке, Эстляндской губернией на западе и с Выборгской губернией Великого княжества Финляндского на севере. До выделения Выборгской губернии в 1744 году северная граница губернии была также и границей Российской империи.
Площадь губернии составляла 482 500 км² в 1710 году, 53 363 км² — в 1847 году, 44 613 км² — в 1905 году, 66 160 км² — в 1926 году.
В результате отделения после 1917 года от России Эстонии и Финляндии губерния снова стала пограничным регионом во всех смыслах (с Финляндией с момента её вхождения в Российскую империю и вплоть до 1917 года была таможенная граница, и для въезда требовался паспорт).

## История

### Образование губернии

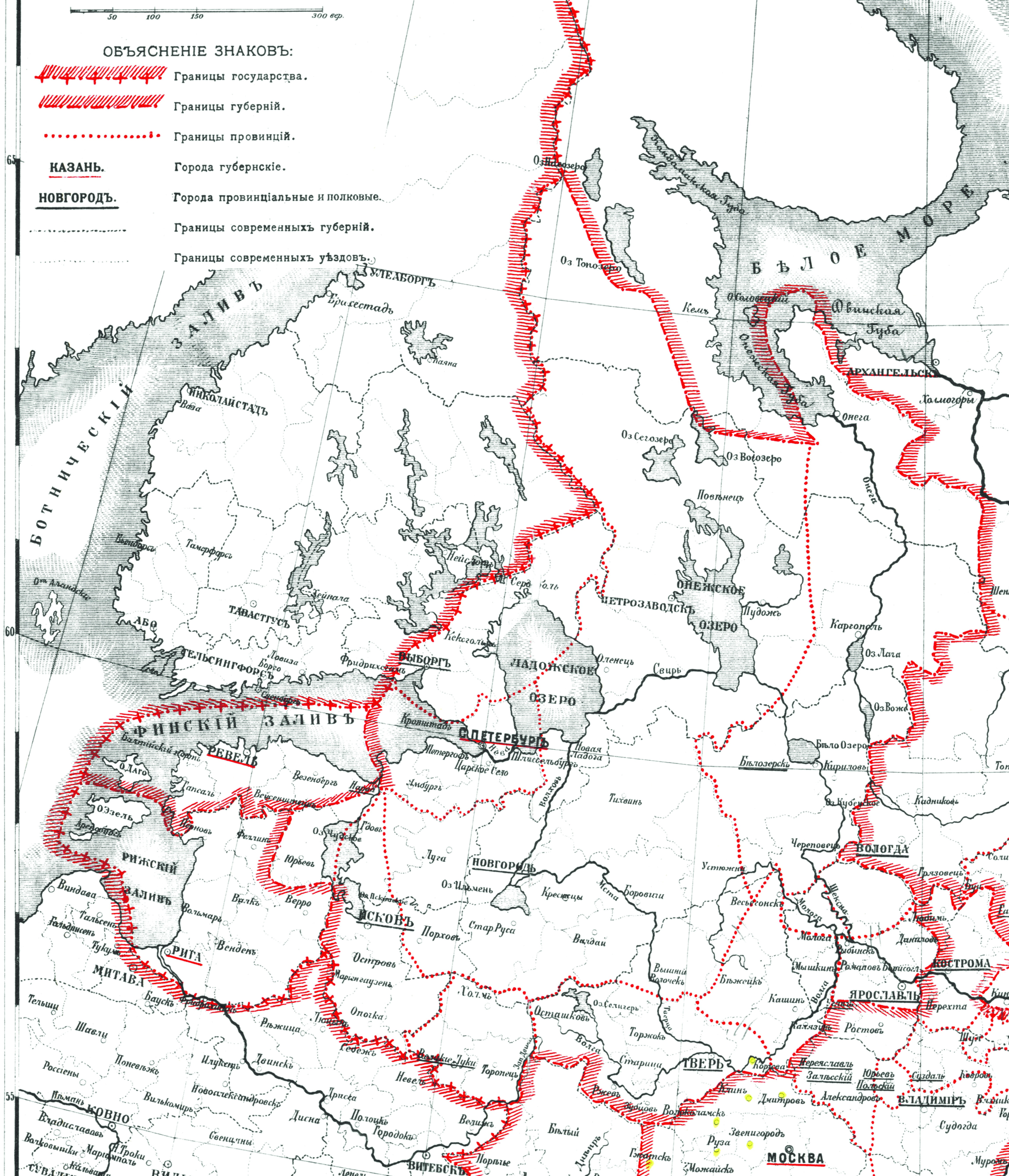
Карта Санкт-Петербургской губернии с делением на провинции в 1720—1727 годах

В 1702 году началось завоевание Ингерманландии Петром I, которое в 1704 году было уже закончено; одновременно Ингерманландия стала формироваться в новую Ингерманландскую губернию.
В 1704 году указом Петра I А. Д. Меншиков был «учинен над приращенными нашими войною наследственными провинциями, Ингриею и Карелиею, купно с Эстляндиею и иными издревле нам принадлежащими, генеральным губернатором».
7 марта 1706 года Петром I было дано особое распоряжение, где применительно к Ингерманландии был впервые употреблён термин губерния. Также, c 1706 года, согласно энциклопедическому словарю Брокгауза и Ефрона «она именуется уже губернацией, или губернией».
17 января 1707 года вышел приказ: «Именный, объявленный князем Меншиковым. Об определении Римскаго-Корсакова в Ингерманландскую губернию земским судьею, и при оном статьи о порядке управления сею губерниею»…«По Его Великого Государя указу, велено Якову Римскому Корсакову быть во всей Ингерманландской губернии ландрихтером (земским судьею)». 
18 (29) декабря 1708 года указом Петра I территория России была разделена на 8 губерний: Московскую, Ингерманландскую, Архангелогородскую, Киевскую, Смоленскую, Казанскую, Азовскую и Сибирскую.
В том же году при разделении России на губернии, территория Ингерманландской губернии была расширена и в неё было включено ещё 29 городов. В состав губернии входили: Санкт-Петербург, Великий Новгород, Нарва, Шлиссельбург, Ямбург, Копорье, Псков, Ладога, Порхов, Гдов, Опочек, Изборск, Остров, Старая Русса, Луки Великие, Торопец, Бежецкий Верх, Устюжина Железопольская, Олонец, Белоозеро, Ржева Пустая, Заволочье, Каргополь, Пошехонский уезд (село Пертома), Ржева Володимирова, Углич, Ярославль, Романов, Кашин, Тверь, Торжок, а также Дерптский уезд, при этом города Копорье и Ямбург были отданы во владение светлейшему князю Меншикову.
В 1710 году Ингерманландская губерния была переименована в Санкт-Петербургскую губернию.и была разделена на дистрикты.

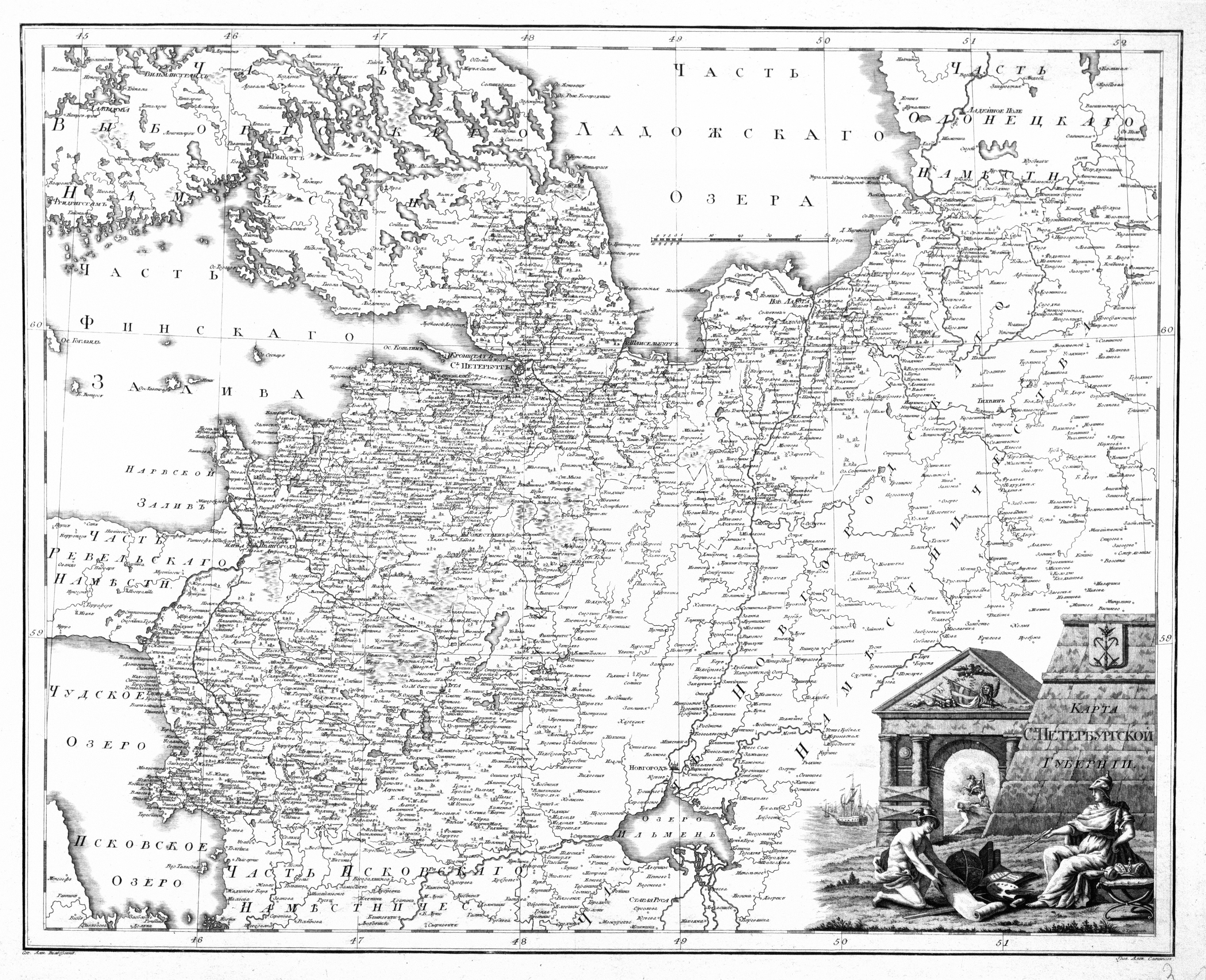
Санкт-Петербургская губерния. «Российский атлас», 1792 год

Именным указом от 29 мая (9 июня) 1719 года Петербургская губерния, как и остальные русские губернии, была разделена на провинции:
- Петербургская провинция — остров Котлин, город Шлиссельбург, Копорский и Ямбургский уезды;
- Выборгская провинция — города Выборг, Кексгольм и Нейшлот с уездами;
- Нарвская провинция — Нарва с Ивангородом, приписной к Нарве город Сыренск, Дерпт с уездом;
- Великолуцкая провинция — города Великие Луки и Торопец с уездами;
- Новгородская провинция — Новгород с пригородами Порховом и Ладогой, город Старая Русса;
- Псковская провинция — город Псков с пригородами Гдовом, Изборском, Опочкой, Островом, Ржевой Пустой и Заволочьем;
- Тверская провинция — города Тверь, Торжок, Старица, Ржева-Володимирова, Зубцов, Погорелое Городище с уездами;
- Ярославская провинция — города Ярославль, Кинешма с уездами;
- Углицкая провинция — города Углич, Кашин, Бежецкий Верх с уездами;
- Пошехонская провинция — село Пертома (Пошехонье) и город Романов с уездами;
- Белозерская провинция — города Белоозеро, Устюжна-Железопольская, Каргополь, Чаронда[10].

В 1727 году были ликвидированы дистрикты, а сама губерния стала делиться не только на провинции, но и на уезды. В частности, Петербургская провинция делилась на Копорский, Санкт-Петербургский, Шлиссельбургский и Ямбургский уезды.
Именным указом от 14 (25) марта 1727 года Пошехонская провинция была упразднена, а её территория вошла в состав Ярославской провинции.
Именным указом от 29 апреля (10 мая) 1727 года образована Новгородская губерния. В состав этой губернии были переданы Новгородская, Псковская, Великолукская, Белозерская и Тверская провинции. Одновременно Ярославская провинция была передана в состав Московской губернии.
Именным указом от 4 (15) июля 1727 года Углицкая провинция также была передана в состав Московской губернии.
И в том же 1727 году Нарвская провинция отошла в состав Ревельской губернии. Таким образом, к 1727 году Петербургская губерния значительно уменьшилась и состояла теперь только из двух провинций — Петербургской и Выборгской.
14 (25) января 1744 года императрица Елизавета Петровна утвердила доклад Сената об образовании Выборгской губернии. В её состав вошли Выборгская и Кексгольмская провинции, выделенные из Петербургской губернии, а также земли, полученные от Швеции по Абоскому мирному договору, завершившему Русско-шведскую войну 1741—1743 годов. Олонецкие земли были приписаны к Новгородской губернии (именной указ от 18 (29) октября 1727 года).
Петербургская провинция, оставшаяся единственной в составе Петербургской губернии, была упразднена в 1744 году, а её уезды, как и во всех прибалтийских губерниях, стали вновь именоваться дистриктами. Таким образом, в 1745 году Санкт-Петербургская губерния состояла из Копорского, Петербургского, Шлиссельбургского и Ямбургского дистриктов. С 1763 года дистрикты вновь именуются уездами.
В рамках реализации «Учреждения для управления губерний» 1 (12) января 1780 года Екатерина II издала указ «Об учреждении Санкт-Петербургской губернии из семи уездов». Согласно этому документу вновь образуемая губерния была разделена на семь уездов:
- Санкт-Петербургский,
- Шлиссельбургский,
- Софийский,
- Рождественский,
- Ораниенбаумский,
- Ямбургский
- Нарвский.

Открытие присутственных мест в губернии состоялось 28 мая (8 июня) 1780 года.
Именным указом от 11 (22) декабря 1781 года в Петербургскую губернию перечислены: из Новгородского наместничества — Олонецкая область и Новоладожский уезд, из Псковского наместничества — Гдовский и Лужский уезды. Губерния разделена на две области — Олонецкую (в прежних границах) и Санкт-Петербургскую (из всех остальных уездов губернии).
Именным указом от 12 (23) мая 1782 года центр Олонецкой области перенесён из Олонца в Петрозаводск. Центр Паданского уезда Олонецкой области перенесён из Паданска во вновь учреждённый город Повенец, а Паданский уезд переименован в Повенецкий. Санкт-Петербургская область упразднена.
Именным указом от 22 мая (2 июня) 1784 года Олонецкая область выделена из состава Петербургской губернии и преобразована в самостоятельное наместничество.
Таким образом, на 1785 год Санкт-Петербургская губерния состояла из 10 уездов: Гдовского, Лужского, Нарвского, Новоладожского, Ораниенбаумского, Рождественского, Санкт-Петербургского, Софийского, Шлиссельбургского и Ямбургского.
Именными указами от 11 (22) ноября 1796 года собственная Его Императорского Величества мыза Гатчина и собственное Её Императорского Величества село Павловское преобразованы в города.
Согласно штатам губерний, утверждённых Павлом I 31 декабря 1796 (11 января 1797) года, Петербургская губерния разделялась на семь уездов. В связи с этим из имевшихся на тот момент в губернии десяти уездов были упразднены три — Нарвский, Ораниенбаумский и Рождественский. Указом от 23 февраля (6 марта) 1797 года Павел «повелеть соизволил городу Нарве остаться по-прежнему не в принадлежности ни к какой губернии».
Именным указом от 1 (13) января 1802 года Нарва вновь включена в состав Петербургской губернии.
Именным указом от 12 (24) февраля 1802 года восстановлен Ораниенбаумский уезд. В состав уезда включены смежные территории Петербургского, Ямбургского и Софийского уездов. Одновременно в состав Ямбургского уезда передана часть территории Гдовского уезда, в состав Софийского уезда — часть Лужского уезда.
Именным указом от 29 сентября (11 октября) 1808 года город София и Царское Село объединены в один населённый пункт, с присвоением ему наименования «город Царское Село». В связи с этим Софийский уезд также стал именоваться Царскосельским.
Именным указом от 13 (25) ноября 1848 года центр Ораниенбаумского уезда перенесён из Ораниенбаума в Петергоф. Высочайше утверждённым положением Комитета министров от 29 ноября (11 декабря) 1849 года Ораниенбаумский уезд переименован в Петергофский уезд.

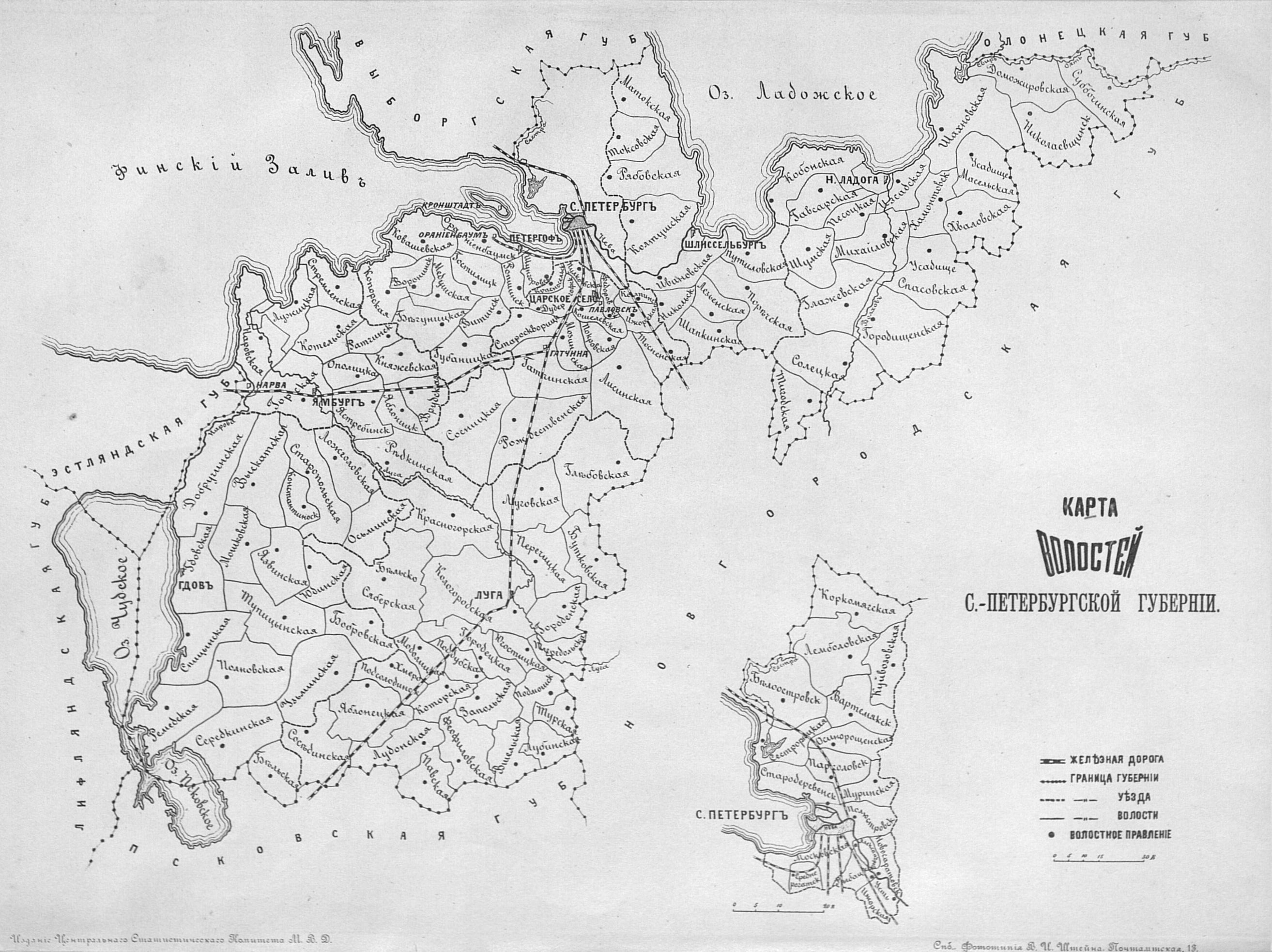
Волости Санкт-Петербургской губернии

Именным указом от 1 (13) февраля 1864 года Сестрорецкий оружейный завод с прилегающей территорией выделен из состава Выборгской губернии Великого княжества Финляндского и присоединён к Петербургской губернии. Было обещано, что взамен Финляндии будет передана «или прибрежная полоса у Ледовитого моря к западу от р. Якобс-Эльф, <…> или же, по надлежащей развёрстке и оценке, свободные угодья С.-Петербургской губернии, расположенные вдоль границы».
Высочайше утверждённым мнением Государственного совета от 20 марта (1 апреля) 1873 года в Петербурге учреждено градоначальство, в связи с чем столица вышла из подчинения губернской администрации. 12 (24) августа 1881 года Петербургское градоначальство было упразднено, но уже 2 (14) июня 1883 года оно вновь было восстановлено.
Высочайше утверждённым мнением Государственного совета от 23 октября (4 ноября) 1878 года село Колпино Царскосельского уезда преобразовано в посад. Высочайше утверждённым положением Совета министров от 23 июня (6 июля) 1912 года посад Колпино был преобразован в город.
По Высочайшему повелению от 18 (31) августа 1914 года Петербург был переименован в Петроград, а вслед за этим и губерния была переименована в Петроградскую.
| Изменение административно-территориального деления губернии в 1745—1927 годах | Изменение административно-территориального деления губернии в 1745—1927 годах | Изменение административно-территориального деления губернии в 1745—1927 годах | Изменение административно-территориального деления губернии в 1745—1927 годах | Изменение административно-территориального деления губернии в 1745—1927 годах | Изменение административно-территориального деления губернии в 1745—1927 годах | Изменение административно-территориального деления губернии в 1745—1927 годах | Изменение административно-территориального деления губернии в 1745—1927 годах | Изменение административно-территориального деления губернии в 1745—1927 годах                         |
| Герб                                                                          | Герб                                                                          | 1745                                                                          | 1780                                                                          | 1802                                                                          | 1848                                                                          | 1922                                                                          | Уездный город                                                                 | Современное положение                                                                                 |
| ----------------------------------------------------------------------------- | ----------------------------------------------------------------------------- | ----------------------------------------------------------------------------- | ----------------------------------------------------------------------------- | ----------------------------------------------------------------------------- | ----------------------------------------------------------------------------- | ----------------------------------------------------------------------------- | ----------------------------------------------------------------------------- | --- |
|                                                                               |                                                                               | Санкт-Петербургский                                                           | Санкт-Петербургский                                                           | Санкт-Петербургский                                                           | Санкт-Петербургский                                                           | с 1914 Петроградский, с 1924 Ленинградский                                    | Санкт-Петербург / Петроград / Ленинград                                       | Город федерального значения Санкт-Петербург и его пригороды, Всеволожский район Ленинградской области |
|                                                                               |                                                                               | Шлиссельбургский                                                              | Шлиссельбургский                                                              | Шлиссельбургский                                                              | Шлиссельбургский                                                              | с 1914 Петроградский, с 1924 Ленинградский                                    | Шлиссельбург                                                                  | Кировский и Всеволожский районы                                                                       |
|                                                                               |                                                                               | Копорский                                                                     | Рождественский                                                                | Софийский                                                                     | Царскосельский (с 1918 — Детскосельский)                                      | Гатчинский (с 1923 — Троцкий)                                                 | Царское Село / Детское Село                                                   | Пушкинский район (Санкт-Петербург), Гатчинский, Волосовский и Тосненский районы                       |
|                                                                               | Софийский                                                                     | Копорский                                                                     |                                                                               | Софийский                                                                     | Царскосельский (с 1918 — Детскосельский)                                      | Гатчинский (с 1923 — Троцкий)                                                 | Царское Село / Детское Село                                                   | Пушкинский район (Санкт-Петербург), Гатчинский, Волосовский и Тосненский районы                       |
|                                                                               |                                                                               | Копорский                                                                     | Ораниенбаумский                                                               | Ораниенбаумский                                                               | Петергофский                                                                  | Гатчинский (с 1923 — Троцкий)                                                 | Петергоф (до 1848 — центром был Ораниенбаум)                                  | Петродворцовый район Санкт-Петербурга и Ломоносовский район Ленинградской области                     |
|                                                                               |                                                                               | Ямбургский                                                                    | Нарвский                                                                      | Ямбургский                                                                    | Ямбургский                                                                    | Кингисеппский                                                                 | Ямбург                                                                        | Кингисеппский район                                                                                   |
|                                                                               | Ямбургский                                                                    | Ямбургский                                                                    |                                                                               | Ямбургский                                                                    | Ямбургский                                                                    | Кингисеппский                                                                 | Ямбург                                                                        | Кингисеппский район                                                                                   |
|                                                                               |                                                                               | .                                                                             | Псковская провинция                                                           | Гдовский                                                                      | Гдовский                                                                      | Гдовский                                                                      | Гдов                                                                          | Сланцевский район Ленинградской области и Гдовский район Псковской области                            |
|                                                                               |                                                                               | .                                                                             | Псковская провинция                                                           | Лужский                                                                       | Лужский                                                                       | Лужский                                                                       | Луга                                                                          | Лужский район Ленинградской области                                                                   |
|                                                                               |                                                                               | .                                                                             | Новгородская провинция                                                        | Новоладожский                                                                 | Новоладожский                                                                 | Волховский                                                                    | Новая Ладога                                                                  | Волховский район Ленинградской области                                                                |
|                                                                               |                                                                               | .                                                                             | .                                                                             | .                                                                             | Олонецкая губерния                                                            | Лодейнопольский                                                               | Лодейное Поле                                                                 | Лодейнопольский и Подпорожский районы                                                                 |

### Губерния при советской власти
С приходом к власти большевиков в 1917 году, управление губернией перешло в руки Петросовета (с 1924 года — Ленсовет). Из Петрограда в годы Гражданской войны также велось управление всеми близлежащими губерниями, находящимися под контролем Советской России. В апреле 1918 года восемь северо-западных губерний — Петроградская, Новгородская, Псковская, Олонецкая, Архангельская, Вологодская, Череповецкая и Северо-Двинская — были объединены в Союз коммун Северной области, который уже в 1919 году был упразднён.
Постановлением исполкома совета Эстляндии от 23 декабря 1917 (5 января 1918) года город Нарва с прилегающими к нему селениями Ямбургского уезда был передан в состав Эстляндской губернии. Основанием для передачи города послужили итоги проведённого 10 (23) декабря 1917 года плебисцита.
7 ноября 1918 года город Царское Село переименован в Детское Село (имени Урицкого). Вслед за этим Царскосельский уезд также был переименован в Детскосельский. В этом же году город Павловск был переименован в город Слуцк.
Согласно Тартускому мирному договору с Эстонией, подписанному 2 февраля 1920 года, ряд селений Ямбургского и Гдовского уездов на правом берегу реки Нарвы, а также город Нарва отошли к Эстонии.
Декретом ВЦИК от 18 сентября 1922 года в связи с упразднением Олонецкой губернии в состав Петроградской губернии вошли Вытегорский и Лодейнопольский уезды. При этом Тихманьгская, Ухотская и Шильдская волости Вытегорского уезда были перечислены в Каргопольский уезд Вологодской губернии.

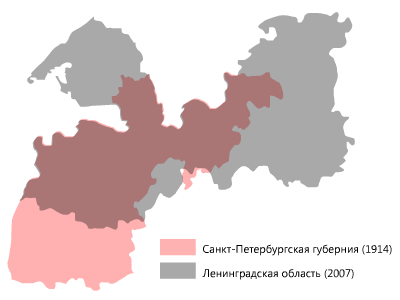
Сравнение территорий Санкт-Петербургской губернии (1914) и нынешней Ленинградской области

Постановлением Президиума ВЦИК от 14 февраля 1923 года административное деление Петроградской губернии было вновь реорганизовано. Шлиссельбургский уезд был упразднён, его территория вошла в состав Петроградского уезда. Петергофский и Детскосельский уезды слиты в одну административную единицу с присвоением ей наименования — Троцкий уезд. Село Гостинополье Новоладожского уезда преобразовано в уездный город, и ему присвоено наименование — город Волхов. Центр Новоладожского уезда перенесён из города Новая Ладога в город Волхов, Новоладожский уезд переименован в Волховский уезд. Город Гатчина переименован в город Троцк, Луговская волость Лужского уезда — в Толмачёвскую волость, посёлок Саблино — в посёлок Ульяновка, Ижорская волость Троцкого уезда — в Ульяновскую волость, Калитинская волость Троцкого уезда — в Венгисаровскую волость. Этим постановлением утверждалась следующая сетка административного деления губернии:
- Волховский уезд (центр уезда Волхов) — волости: Глажевская, Колчановская, Октябрьская, Пашская, Пролетарская, Тигодская, Шумская;
- Вытегорский уезд (центр уезда Вытегра) — волости: Андомская, Бадожская, Вытегорская, Девятинская, Ежезерская, Кондушская, Макачевская, Саминская, Черно-Слободская;
- Гдовский уезд (центр уезда Гдов) — волости: Бельская, Выскатская, Гвоздненская, Гдовская, Добручинская, Доложская, Заянская, Лосицкая, Мошковская, Полновская, Ремедская, Серёдкинская, Спицинская, Старопольская, Тупицынская, Узьминская;
- Кингисеппский уезд (центр уезда Кингисепп) — волости: Врудская, Горская, Котельская, Ложголовская, Молосковицкая, Наровская, Осьминская, Редкинская, Сойкинская, Ястребинская;
- Лодейнопольский уезд (центр уезда Лодейное Поле) — волости: Винницкая, Вознесенская, Заостровская, Ладвинская, Луначарская, Остречинская, Подпорожская, Суббоченская, Шапшинская, Шелтозерско-Бережная, Шимозерская;
- Лужский уезд (центр уезда Луга) — волости: Бельско-Сяберская, Бутковская, Городенская, Городецкая, Кологородская, Красногорская, Лубинская, Лудонская, Михайловская, Павская, Передольская, Плюсская, Соседнинская, Струго-Красненская, Толмачёвская, Турская, Хмеро-Посолодинская;
- Петроградский уезд (центр уезда Петроград) — волости: Вартемягская, Куйвозовская, Ленинская, Лезьенская, Луначарская, Матокская, Октябрьская, Парголовская, Путиловская, Сестрорецкая, Рябовская, Токсовская, Урицкая;
- Троцкий уезд (центр уезда Троцк) — волости: Бегуницкая, Венгисаровская, Глебовская, Гостилицкая, Губаницкая, Ковашевская, Копорская, Красногородская, Лисьинская, Медушская, Ораниенбаумская, Пулковская, Рождественская, Ропшинская, Слуцкая, Сосницкая, Старо-Скворицкая, Стрельнинская, Троцкая, Ульяновская[39].

В начале 1924 года город Петроград был переименован в Ленинград, а губерния — в Ленинградскую.

Постановлением Президиума ВЦИК от 31 мая 1924 года центр Волховского уезда перенесён из города Волхов в город Новая Ладога, город Волхов преобразован в сельский населённый пункт — селение Гостинополье.
Постановлением Президиума ВЦИК от 16 июня 1925 года утверждён список городских поселений Ленинградской губернии. Городами утверждены: Ленинград, Шлиссельбург, Колпино, Петергоф, Детское Село, Слуцк, Ораниенбаум, Новая Ладога, Вытегра, Лодейное Поле, Кингисепп, Луга, Троцк, Гдов, Кронштадт, Сестрорецк (включая посёлки Дюны, Ермоловская, Курорт, Разлив, Тарховка, Александровская), Урицк (включая посёлки Павловская Стрелка и Сосновая Поляна), Красное Село; дачными посёлками — селения Шувалово, Озерки, Вырица, Сиверская (с посёлками Дружноселье, Дерновский, Кезино), Стрельна, Володарский посёлок, Толмачёво, Струги Красные; рабочими посёлками — Ульяновка, Волховстрой, Шлиссельбургский пороховой завод.
Постановлением Президиума ВЦИК от 7 февраля 1927 года Вытегорский уезд был упразднён, его территория вошла в состав Лодейнпольского уезда. Одновременно 
произведено укрупнение волостей. Постановление утвердило следующий состав уездов Ленинградской губернии:
- Волховский уезд — волости: Глажевская, Колчановская, Октябрьская, Пашская, Пролетарская, Шумская;
- Гдовский уезд — волости: Бельская, Выскатская, Гдовская, Заянская, Лосицкая, Полновская, Ремедская, Серёдкинская, Тупицынская, Узьминская;
- Кингисеппский уезд — волости: Врудская, Кингисеппская, Котельская, Ложголовская, Молосковицкая, Наровская, Осьминская, Сойкинская;
- Ленинградский уезд — волости: Куйвозовская, Ленинская, Мгинская, Парголовская, Октябрьская, Ульяновская, Урицкая;
- Лодейнопольский уезд — волости: Винницкая, Вознесенская, Луначарская, Остречинская, Подпорожская, Шапшинская, Шимозерская, Андомская, Вытегорская, Девятинская, Кондушская, Чернослободская;
- Лужский уезд — волости: Бельско-Сяберская, Будковская, Городенская, Михайловская, Лужская, Передольская, Плюсская, Соседнинская, Струго-Красненская, Толмачёвская, Уторгошская;
- Троцкий уезд — волости: Бегуницкая, Венгисаровская, Гостилицкая, Глебовская, Детскосельская, Копорская, Красносельская, Лисинская, Ораниенбаумская, Стрельнинская, Троцкая, Рождественская[41].

Постановлением Президиума ВЦИК от 1 августа 1927 года в ходе реформирования административно-территориального деления на основе Ленинградской, Мурманской, Новгородской, Псковской и Череповецкой губерний была создана Ленинградская область.

## Административное деление
По состоянию на 1 января 1914 года губерния состояла из 8 уездов. 
| № | Уезд                | Уездный город                    | Герб уездного города | Площадь, кв. вёрст | Население (1897), чел. |
| - | ------------------- | -------------------------------- | -------------------- | ------------------ | ---------------------- |
| 1 | Гдовский            | Гдов (2 106 чел.)                |                      | 7741,3             | 145 573                |
| 2 | Лужский             | Луга (5 617 чел.)                |                      | 8956,2             | 133 466                |
| 3 | Новоладожский       | Новая Ладога (3 927 чел.)        |                      | 7651,1             | 87 841                 |
| 4 | Петергофский        | Петергоф (11 316 чел.)           |                      | 2409,8             | 140 547                |
| 5 | Санкт-Петербургский | Санкт-Петербург (1 264 920 чел.) |                      | 1734,4             | 1 317 885              |
| 6 | Царскосельский      | Царское Село (22 480 чел.)       |                      | 3781,8             | 149 845                |
| 7 | Шлиссельбургский    | Шлиссельбург (5 284 чел.)        |                      | 3401,2             | 54 904                 |
| 8 | Ямбургский          | Ямбург (4 584 чел.)              |                      | 3527,4             | 81 972                 |

### Заштатные города
| № | Город       | Население (1897) | Входит в            | Герб |
| - | ----------- | ---------------- | ------------------- | ---- |
| 1 | Гатчина     | 14 824 чел.      | Царскосельский уезд |      |
| 2 | Кронштадт   | 59 525 чел.      | Петергофский уезд   |      |
| 3 | Нарва       | 16 599 чел.      | Ямбургский уезд     |      |
| 4 | Ораниенбаум | 5458 чел.        | Петергофский уезд   |      |
| 5 | Павловск    | 5113 чел.        | Царскосельский уезд |      |

### Бывшие города
| № | Города      | Население | Входит в            | Герб |
| - | ----------- | --------- | ------------------- | ---- |
| 1 | Рождествено | 980 чел.  | Царскосельский уезд |      |
| 2 | София       | 1190 чел. | Царскосельский уезд |      |

## Население

### Численность населения

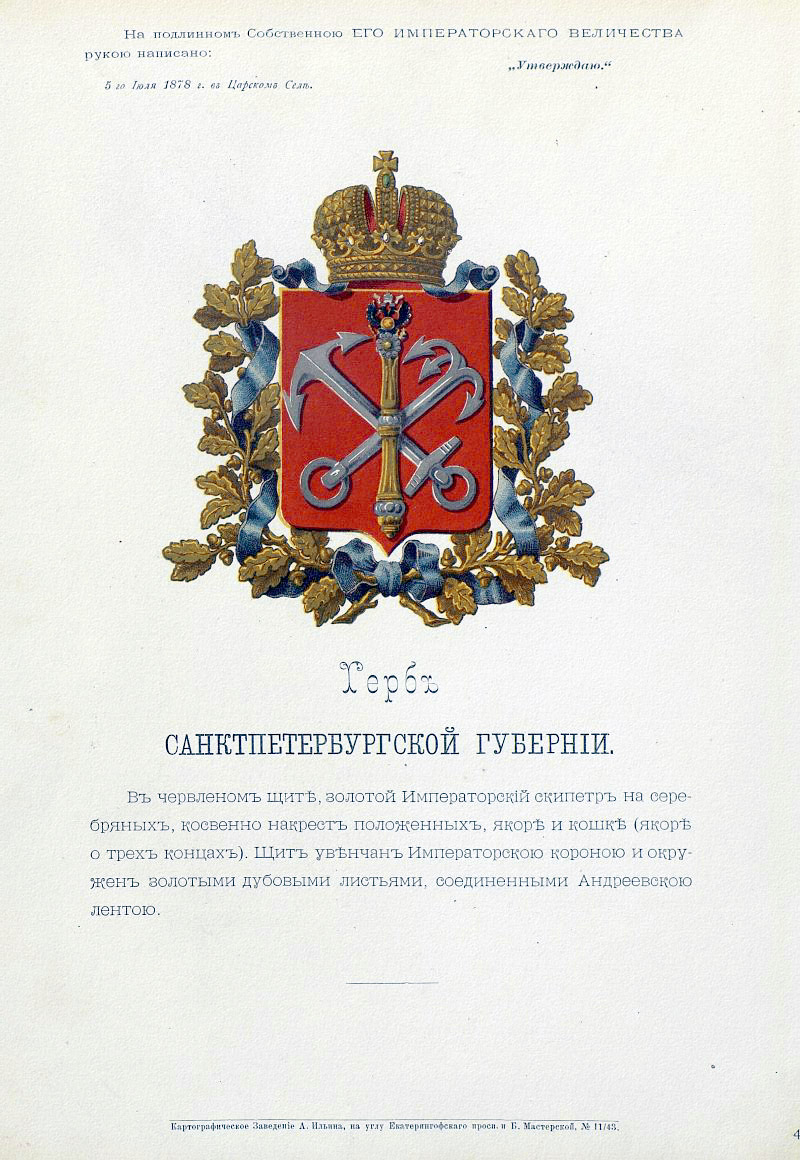
Герб губернии c оф.описанием, утверждённый Александром II (1878)

| Год  | Население, чел. | В том числе городское, чел. |
| ---- | --------------- | --------------------------- |
| 1714 | 436 383         |                             |
| 1766 | 69 000          |                             |
| 1785 | 367 200         |                             |
| 1847 | 971 503         |                             |
| 1897 | 2 112 033       | 1 421 753                   |
| 1905 | 2 475 400       |                             |
| 1926 | 2 792 129       | 1 875 370                   |

### Национальный состав
Национальный состав в 1897 году:
| Уезд                | русские | финны  | эстонцы | немцы | поляки | латыши | украинцы | ижора |
| ------------------- | ------- | ------ | ------- | ----- | ------ | ------ | -------- | ----- |
| Губерния в целом    | 81,9 %  | 6,2 %  | 3,0 %   | 3,0 % | 2,1 %  | 1,3 %  | …        | …     |
| Гдовский            | 88,9 %  | …      | 10,5 %  | …     | …      | …      | …        | …     |
| Лужский             | 91,7 %  | …      | 3,6 %   | …     | …      | 1,3 %  | …        | …     |
| Новоладожский       | 99,1 %  | …      | …       | …     | …      | …      | …        | …     |
| Петергофский        | 67,7 %  | 13,2 % | 6,2 %   | 2,4 % | 1,9 %  | …      | 1,0 %    | 4,7 % |
| Санкт-Петербургский | 85,4 %  | 2,9 %  | …       | 4,0 % | 2,8 %  | …      | …        | …     |
| Царскосельский      | 65,5 %  | 25,7 % | 2,5 %   | 2,1 % | 1,9 %  | …      | …        | …     |
| Шлиссельбургский    | 55,3 %  | 39,3 % | …       | 1,8 % | 1,7 %  | …      | …        | …     |
| Ямбургский          | 50,9 %  | 14,2 % | 21,9 %  | 2,6 % | …      | …      | …        | 7,8 % |

Национальный состав Петроградской губернии (без Петрограда) в 1920 году:
| Уезд                 | русские | финны  | эстонцы | ижорцы | поляки | немцы | латыши |
| -------------------- | ------- | ------ | ------- | ------ | ------ | ----- | ------ |
| Губерния в целом     | 77,9 %  | 11,5 % | 5,5 %   | 1,2 %  | 1,2 %  | …     | …      |
| Гдовский             | 88,5 %  | …      | 11,1 %  | …      | …      | …     | …      |
| Детскосельский       | 65,1 %  | 24,8 % | 3,1 %   | …      | 2,6 %  | 1,1 % | …      |
| Лужский              | 90,5 %  | …      | 5,0 %   | …      | 1,3 %  | …     | 1,9 %  |
| Волховский           | 98,3 %  | …      | …       | …      | …      | …     | …      |
| Петергофский         | 62,5 %  | 24,6 % | 7,1 %   | 1,1 %  | 1,1 %  | 1,8 % | …      |
| Петроградский        | 63,6 %  | 26,4 % | 1,7 %   | …      | 1,8 %  | 3,9 % | …      |
| Шлиссельбургский     | 60,3 %  | 32,9 % | 2,4 %   | …      | 1,3 %  | 1,5 % | …      |
| Ямбургский           | 66,4 %  | 7,9 %  | 11,2 %  | 12,7 % | …      | …     | …      |
| г. Кронштадт         | 88,1 %  | …      | 4,0 %   | …      | 2,6 %  | …     | …      |
| На жел. дор. и водах | 50,1 %  | …      | 39,1 %  | …      | 1,3 %  | …     | …      |

## Герб
Первоначально герб губернии и Санкт-Петербурга представлял собою изображение колонны и перекрещенных на ней меча и ключа.
Более поздний герб Санкт-Петербургской губернии, основанный на гербе Петербурга, принятом в 1857 году, утверждён 5 июля 1878 года:

В червлёном щите, золотой Императорский скипетр на серебряных, косвенно на-крест положенных якоре и кошке (якоре о трёх концах). Щит увенчан Императорскою короною и окружён золотыми дубовыми листьями, соединёнными Андреевскою лентою. (Полное собрание законов Российской империи, т. LIII, закон № 58684).

При советской власти герб губернии не применялся.

## Органы власти
Генерал-губернаторы в Санкт-Петербурге на протяжении XVIII века появлялись под разными названиями лишь эпизодически. С реорганизацией губернии в январе 1780 года они стали именоваться главнокомандующими. С 30 октября 1816 года введена должность санкт-петербургского военного генерал-губернатора с состоящим при нём особым управлением. Эта должность упразднена Высочайшим указом Правительствующему Сенату 4 мая 1866 года.

### Генерал-губернаторы, главнокомандующие
| Ф. И. О.                         | Титул, чин, звание                                                                  | Время замещения должности       |
| -------------------------------- | ----------------------------------------------------------------------------------- | ------------------------------- |
| Меншиков Александр Данилович     | светлейший князь, генерал-фельдмаршал                                               | 12.10.1702—05.1724              |
| Апраксин Пётр Матвеевич          | граф, тайный советник                                                               | 05.1724—01.1725                 |
| Меншиков Александр Данилович     | светлейший князь, генералиссимус                                                    | 1725—08.09.1727                 |
| Ян Казимир Сапега                | граф, генерал-фельдмаршал                                                           | 11.1727—1728                    |
| Миних Бурхард Христофор          | граф, генерал-аншеф                                                                 | 1728—1734                       |
| Вакансия                         |                                                                                     | 1734—1742                       |
| Головин Николай Фёдорович        | адмирал                                                                             | 02.1742—12.1742                 |
| Ласси Пётр Петрович              | граф, генерал-фельдмаршал                                                           | 09.1743—12.1743                 |
| Репнин Василий Аникитович        | князь, генерал-поручик                                                              | 01.1744—06.1744                 |
| Игнатьев Степан Лукич            | генерал-поручик                                                                     | 06.1744—12.1744                 |
| Вакансия                         |                                                                                     | 1745—1748                       |
| Юсупов Борис Григорьевич         | князь, действительный тайный советник                                               | 12.1748—12.1749                 |
| Вакансия                         |                                                                                     | 1749—1752                       |
| Голицын Михаил Михайлович        | князь, адмирал                                                                      | 12.1752—05.1754                 |
| Голштейн-Бек Пётр Август Фридрих | генерал-аншеф                                                                       | 1761—1762                       |
| Неплюев Иван Иванович            | действительный тайный советник                                                      | 09.1762—06.1763 06.1764—07.1764 |
| Вакансия                         |                                                                                     | 1764—1767                       |
| Глебов Иван Фёдорович            | генерал-аншеф                                                                       | 02.1767—12.1767                 |
| Вакансия                         |                                                                                     | 1767—1775                       |
| Голицын Александр Михайлович     | князь, генерал-фельдмаршал                                                          | 01.1775—12.1775 1780—1783       |
| Разумовский Кирилл Григорьевич   | граф, генерал-фельдмаршал                                                           | 05.1785—07.1785                 |
| Брюс Яков Александрович          | граф, генерал-адъютант, генерал-аншеф                                               | 1786—1791                       |
| Вакансия                         |                                                                                     | 1791—1795                       |
| Архаров Николай Петрович         | генерал от инфантерии                                                               | 1795—06.1797                    |
| Александр Павлович               | Его Императорское Высочество Великий князь, 1-й военный губернатор Санкт-Петербурга | 1796—1801                       |

### Военные губернаторы
| Ф. И. О.                              | Титул, чин, звание           | Время замещения должности |
| ------------------------------------- | ---------------------------- | ------------------------- |
| Буксгевден Фёдор Фёдорович            | граф, генерал от инфантерии  | 06.1797—09.1798           |
| Пален Пётр Алексеевич                 | граф, генерал от кавалерии   | 09.1798—08.1800           |
| Свечин Николай Сергеевич              | генерал-лейтенант            | 08.1800—10.1800           |
| Пален Пётр Алексеевич                 | граф, генерал от кавалерии   | 10.1800—04.04.1801        |
| Голенищев-Кутузов Михаил Илларионович | генерал от инфантерии        | 04.04.1801—08.1802        |
| Каменский Михаил Федотович            | граф, генерал-фельдмаршал    | 27.08.1802—16.11.1802     |
| Толстой Пётр Александрович            | граф, генерал-лейтенант      | 05.02.1803—08.1805        |
| Вязмитинов Сергей Кузьмич             | генерал от инфантерии        | 24.08.1805—01.01.1808     |
| Лобанов-Ростовский Дмитрий Иванович   | князь, генерал от инфантерии | 01.01.1808—02.02.1809     |
| Балашов Александр Дмитриевич          | генерал-лейтенант            | 02.02.1809—28.03.1812     |
| Вязмитинов Сергей Кузьмич             | генерал от инфантерии        | 28.03.1812—30.10.1816     |

### Военные генерал-губернаторы
| Ф. И. О.                                | Титул, чин, звание                                                         | Время замещения должности |
| --------------------------------------- | -------------------------------------------------------------------------- | ------------------------- |
| Вязмитинов Сергей Кузьмич               | генерал от инфантерии                                                      | 30.10.1816—08.1818        |
| Милорадович Михаил Андреевич            | граф, генерал от инфантерии                                                | 08.1818—14.12.1825        |
| Голенищев-Кутузов Павел Васильевич      | генерал-адъютант, генерал от инфантерии                                    | 20.12.1825—18.12.1829     |
| Эссен Пётр Кириллович                   | граф, генерал от инфантерии                                                | 10.02.1830—14.01.1842     |
| Кавелин Александр Александрович         | генерал от инфантерии                                                      | 23.02.1842—07.04.1846     |
| Храповицкий Матвей Евграфович           | генерал от инфантерии                                                      | 20.06.1846—04.1847        |
| Шульгин Дмитрий Иванович                | генерал от инфантерии                                                      | 10.05.1847—19.12.1854     |
| Игнатьев Павел Николаевич               | генерал-адъютант, генерал-лейтенант                                        | 29.12.1854—19.10.1861     |
| Суворов-Рымникский Александр Аркадьевич | князь Италийский, граф Рымникский, генерал-адъютант, генерал от инфантерии | 04.11.1861—01.08.1866     |

На момент создания Санкт-Петербургской губернии её глава имел должность генерал-губернатора в отличие от большинства прочих губерний, где главой считался губернатор. С 1866 года должность генерал-губернатора была упразднена, а полнота власти распределялась между гражданским губернатором, командующим войсками Петербургского военного округа и градоначальником Санкт-Петербурга. Однако уже в 1879 году ввиду эскалации террора генерал-губернаторская должность была восстановлена.

### Губернаторы
| Ф. И. О.                           | Титул, чин, звание                                             | Время замещения должности |
| ---------------------------------- | -------------------------------------------------------------- | ------------------------- |
| Меншиков Александр Данилович       | светлейший князь, генерал-фельдмаршал, генерал-губернатор      | 12.10.1702—05.1724        |
| Апраксин Пётр Матвеевич            | граф, тайный советник, генерал-губернатор                      | 05.1724—01.1725           |
| Меншиков Александр Данилович       | светлейший князь, генералиссимус, генерал-губернатор           | 1725—08.09.1727           |
| Несвицкий Василий Фёдорович        | князь, контр-адмирал                                           | 23.07.1761—17.04.1764     |
| Ушаков Степан Фёдорович            | действительный статский советник                               | 21.04.1764—21.04.1773     |
| Перфильев Степан Васильевич        | генерал-майор                                                  | 22.09.1773—10.09.1774     |
| Унгерн-Штернберг Карл Карлович     | барон, генерал-поручик                                         | 12.09.1774—25.07.1779     |
| Волков Дмитрий Васильевич          | тайный советник                                                | 04.08.1779—1780           |
| Потапов Устин Сергеевич            | бригадир (генерал-майор)                                       | 04.08.1780—01.01.1784     |
| Тарбеев Пётр Петрович              | бригадир                                                       | 01.01.1784—18.03.1785     |
| Коновницын Пётр Петрович           | генерал-поручик                                                | 18.03.1785—02.09.1793     |
| Рылеев Никита Иванович             | генерал-майор                                                  | 02.09.1793—09.06.1797     |
| Алексеев Иван Алексеевич           | действительный статский советник                               | 09.06.1797—28.08.1797     |
| Гревенс Иван Ильич                 | действительный статский советник                               | 28.08.1797—21.12.1798     |
| Глинка Дмитрий Фёдорович           | действительный статский советник                               | 22.12.1798—02.03.1800     |
| Мещерский Прокофий Васильевич      | князь, генерал-лейтенант                                       | 07.03.1800—01.06.1800     |
| Хотяинцов Николай Иванович         | действительный статский советник                               | 01.06.1800—05.06.1801     |
| Панкратьев Пётр Прокофьевич        | тайный советник                                                | 05.06.1801—19.06.1802     |
| Кушников Сергей Сергеевич          | действительный статский советник                               | 19.07.1802—28.10.1804     |
| Пасевьев Пётр Степанович           | действительный статский советник                               | 28.10.1804—31.01.1808     |
| Бакунин Михаил Михайлович          | тайный советник                                                | 31.01.1808—14.07.1816     |
| Щербинин Семён Александрович       | действительный статский советник                               | 15.08.1816—23.11.1826     |
| Безобразов Александр Михайлович    | тайный советник                                                | 25.11.1826—27.01.1829     |
| Храповицкий Иван Семёнович         | действительный статский советник                               | 27.01.1829—11.12.1835     |
| Жемчужников Михаил Николаевич      | действительный статский советник                               | 11.12.1835—30.12.1840     |
| Шереметев Василий Александрович    | действительный статский советник                               | 10.01.1841—28.06.1843     |
| Жуковский Николай Васильевич       | тайный советник                                                | 10.08.1843—08.04.1851     |
| Донауров Пётр Михайлович           | действительный статский советник                               | 08.04.1851—07.04.1855     |
| Смирнов Николай Михайлович         | действительный статский советник                               | 07.04.1855—01.01.1861     |
| Бобринский Александр Алексеевич    | граф, действительный статский советник                         | 12.01.1861—13.03.1864     |
| Скарятин Владимир Яковлевич        | действительный статский советник                               | 20.03.1864—01.01.1865     |
| Перовский Лев Николаевич           | действительный статский советник, и. д. (утверждён 20.07.1865) | 01.01.1865—22.07.1866     |
| Левашов Николай Васильевич         | граф, Свита Его Величества, генерал-майор                      | 22.07.1866—08.05.1871     |
| Лутковский Иосиф Васильевич        | действительный статский советник, и. д. (утверждён 30.03.1873) | 09.05.1871—02.09.1889     |
| Толь Сергей Александрович          | граф, егермейстер, тайный советник                             | 02.09.1889—06.05.1903     |
| Зиновьев Александр Дмитриевич      | действительный статский советник (тайный советник)             | 06.05.1903—09.01.1911     |
| Адлерберг Александр Васильевич     | граф, действительный статский советник (тайный советник)       | 09.01.1911—12.1915        |
| Медем Николай Николаевич           | барон, действительный статский советник                        | 1915—05.1916              |
| Сабуров Александр Петрович         | действительный статский советник                               | 05.1916—06.03.1917        |
| Яковлев Евгений Иванович           | губернский комиссар Временного Правительства                   | 06.03.1917—07.1917        |
| Авчинников Александр Александрович | губернский комиссар Временного Правительства                   | 07.1917—02.12.1917        |

Вскоре после прихода к власти большевиков весь старый губернский аппарат был ликвидирован и установлены новые органы Советской власти во главе с губернским исполнительным комитетом, выбиравшимся на губернском съезде Советов.

### Губернские предводители дворянства
| Ф. И. О.                          | Титул, чин, звание                                                                          | Время замещения должности |
| --------------------------------- | ------------------------------------------------------------------------------------------- | ------------------------- |
| Куракин Александр Борисович       | князь, действительный тайный советник                                                       | 1780—1783                 |
| Олсуфьев Адам Васильевич          | действительный тайный советник                                                              | 1783—1784                 |
| Шувалов Андрей Петрович           | граф                                                                                        | 1784—1785                 |
| Нарышкин Александр Александрович  | обер-шенк, сенатор, действительный камергер                                                 | 1788—1790                 |
| Строганов Александр Сергеевич     | граф, действительный тайный советник, обер-камергер                                         | 1790—1797                 |
| Румянцев Михаил Петрович          | граф, действительный тайный советник, обер-шенк                                             | 1798—1800                 |
| Разумовский Пётр Кириллович       | граф, действительный тайный советник, обер-камергер                                         | 1801—1805                 |
| Строганов Александр Сергеевич     | граф                                                                                        | 1805—1811                 |
| Жеребцов Алексей Алексеевич       | действительный статский советник                                                            | 1811—1814                 |
| Безбородко Илья Андреевич         | граф, действительный тайный советник                                                        | 1814—1815                 |
| Жеребцов Алексей Алексеевич       | тайный советник                                                                             | 1815—1818                 |
| Нарышкин Александр Львович        | обер-камергер                                                                               | 1818—1826                 |
| Нелидов Аркадий Иванович          | тайный советник                                                                             | 1826—1830                 |
| Дурново Дмитрий Николаевич        | обер-гофмейстер                                                                             | 1830—1833                 |
| Долгоруков Василий Васильевич     | князь, действительный тайный советник, обер-шталмейстер                                     | 1833—1839                 |
| Владимир Дмитриевич Голицын       | князь, обер-шталмейстер                                                                     | 24.02.1839—1842           |
| Потёмкин Александр Михайлович     | полковник, впоследствии — действительный тайный советник                                    | 21.03.1842—24.03.1854     |
| Шувалов Пётр Павлович             | граф, камер-юнкер, статский советник                                                        | 24.03.1854—29.03.1863     |
| Щербатов Григорий Алексеевич      | князь, тайный советник                                                                      | 29.03.1863—08.03.1866     |
| Орлов-Давыдов Владимир Петрович   | граф, тайный советник                                                                       | 08.03.1866—21.03.1869     |
| Бобринский Александр Алексеевич   | граф, действительный статский советник, в должности шталмейстера                            | 21.03.1869—18.04.1872     |
| Шувалов Андрей Павлович           | граф, действительный статский советник                                                      | 18.04.1872—11.04.1876     |
| Бобринский Алексей Александрович  | граф                                                                                        | 11.04.1876—27.01.1890     |
| Мордвинов Александр Александрович | граф, надворный советник, в должности егермейстера                                          | 27.01.1890—1891           |
| Трубников Александр Николаевич    | Санкт-Петербургский уездный предводитель дворянства, и. д.                                  | 1891—01.02.1893           |
| Бобринский Алексей Александрович  | граф, гофмейстер                                                                            | 01.02.1893—08.02.1897     |
| Зиновьев Александр Дмитриевич     | в должности шталмейстера, отставной гвардии поручик                                         | 08.02.1897—15.02.1904     |
| Гудович Василий Васильевич        | граф, гвардии штабс-ротмистр                                                                | 15.02.1904—08.03.1909     |
| Салтыков Иван Николаевич          | светлейший князь, флигель-адъютант, полковник (с 1912 — Свиты Его Величества генерал-майор) | 08.03.1909—1914           |
| Сомов Сергей Михайлович           | действительный статский советник                                                            | 14.02.1914—1917           |
| Владимир Михайлович Волконский    | князь, в должности егермейстера, действительный статский советник                           | 1917                      |

### Вице-губернаторы
| Ф. И. О.                            | Титул, чин, звание | Время замещения должности |
| ----------------------------------- | --- | ------------------------- |
| Римский-Корсаков Яков Никитович     | | 17.01.1707—1714           |
| Клокачёв Степан Тимофеевич          | | 1715—1718                 |
| Вакансия                            | | 1718—1736                 |
| Мануков Федосей Семёнович           | | 1736—1738                 |
| Наумов Фёдор Васильевич             | тайный советник | 12.05.1738—20.12.1740     |
| Мельгунов Пётр Наумович             | статский советник | 05.04.1741—08.05.1751     |
| Вакансия                            | | 1751—1753                 |
| Жилин Фёдор Яковлевич               | полковник | 29.03.1753—1761           |
| Диц Фома Григорьевич                | барон, генерал-майор | 28.02.1762—03.03.1763     |
| Сукин Яков Иванович                 | полковник, 1-й товарищ губернатора | 1764—09.08.1778           |
| Волк Иван Максимович                | коллежский советник, 2-й товарищ губернатора | 23.01.1764—15.07.1772     |
| Дуров Симон Федосеевич              | бригадир, 1-й товарищ губернатора | 1778—15.07.1779           |
| Суворов Фёдор Александрович         | бригадир, 1-й товарищ губернатора | 19.07.1779—1779           |
| Харитонов Пётр Васильевич           | коллежский асессор, 2-й товарищ губернатора | 19.07.1779—1779           |
| Потапов Устин Сергеевич             | бригадир, генерал-майор | 1779—1780                 |
| Кожин Алексей Никитич               | действительный статский советник | 04.08.1780—28.07.1781     |
| Глебовский Иван Елизарович          | действительный статский советник | 28.07.1781—24.05.1782     |
| Маврин Савва Иванович               | бригадир | 24.05.1782—08.12.1783     |
| Голохвастов Андрей Иванович         | бригадир | 08.12.1783—25.01.1785     |
| Новосильцев Пётр Иванович           | статский советник | 27.02.1785—16.08.1793     |
| Алексеев Иван Алексеевич            | статский советник | 17.08.1793—16.11.1796     |
| Панкратьев Пётр Прокофьевич         | полковник | 21.11.1796—24.12.1797     |
| Татаринов Михаил Семёнович          | коллежский советник | 24.12.1797—31.07.1798     |
| Завалиевский Степан Никитович       | действительный статский советник | 07.08.1798—29.10.1802     |
| Ухтомский Роман Иванович            | князь, действительный статский советник | 12.11.1802—21.02.1806     |
| Голохвастов Яков Алексеевич         | статский советник | 11.03.1806—16.03.1810     |
| Опочинин Фёдор Петрович             | статский советник | 16.03.1810—01.03.1813     |
| Урусов Сергей Юрьевич               | князь, действительный статский советник | 29.03.1813—21.08.1818     |
| Бороздин Александр Иванович         | коллежский советник | 21.08.1818—09.06.1822     |
| Моллер Павел Иванович               | действительный статский советник | 09.06.1822—25.03.1823     |
| Дивов Николай Андрианович           | статский советник | 06.04.1823—18.03.1824     |
| Княжевич Дмитрий Максимович         | коллежский советник, и. д. (утверждён в должности 05.12.1824) | 18.03.1824—11.02.1827     |
| Железнов Иван Григорьевич           | действительный статский советник | 11.02.1827—04.08.1834     |
| Якубовский Фёдор Яковлевич          | чиновник IV класса | 08.08.1834—04.11.1835     |
| Жадовский Анастас Евстафьевич       | коллежский советник, последний вице-губернатор по учреждению императрицы Екатерины II, соединявший с должностью вице-губернатора председательство в казённой палате | 08.11.1835—03.06.1837     |
| Вакансия                            | | 03.06.1837—01.02.1838     |
| Киреев Михаил Никитович             | коллежский советник | 01.02.1838—16.04.1841     |
| Николев Яков Сергеевич              | коллежский советник | 16.04.1841—05.07.1843     |
| Васьков Николай Иванович            | действительный статский советник | 05.07.1843—25.05.1850     |
| Муравьёв Николай Михайлович         | коллежский советник | 25.05.1850—19.12.1857     |
| Анисимов Михаил Иванович            | статский советник | 19.12.1857—23.06.1861     |
| Перовский Лев Николаевич            | статский советник | 07.07.1861—01.01.1865     |
| Чапский Эмерик Карлович             | граф, коллежский советник | 01.01.1865—22.04.1867     |
| Лилиенфельд-Тоаль Павел Фёдорович   | статский советник | 05.05.1867—21.08.1868     |
| Лутковский Иосиф Васильевич         | действительный статский советник | 22.09.1868—09.05.1871     |
| Хитрово Константин Константинович   | старший советник губернского правления, и. д. вице-губернатора | 09.05.1871—27.04.1873     |
| Волков Александр Александрович      | статский советник | 27.04.1873—12.05.1888     |
| Демидов Михаил Денисович            | камергер, действительный статский советник | 12.05.1888—04.08.1892     |
| Косач Николай Алексеевич            | генерал-майор | 13.08.1892—26.06.1906     |
| Лилиенфельд-Тоаль Анатолий Павлович | действительный статский советник | 26.06.1906—02.11.1910     |
| Толстой Александр Николаевич        | граф, надворный советник | 22.11.1910—1915           |
| Толстой Мстислав Николаевич         | граф, надворный советник | 1915—1917                 |